# Ökologische Modernisierung
Ökologische Modernisierung ist ein analytischer und strategischer Ansatz des Umwelthandelns in Staat, Wirtschaft und Gesellschaft. Ökologische Modernisierung zielt auf eine dauerhaft tragfähige Ko-Evolution von Mensch und Natur, was eine aktive Umweltnutzung und somit auch Umweltgestaltung durch den Menschen mit einschließt.

## Herkunft und Kernelemente des Ansatzes
Der Begriff „ökologische Modernisierung“ wurde erstmals 1982 von Martin Jänicke in einer Rede im Berliner Abgeordnetenhaus verwendet. In der Folgezeit entwickelte sich daraus in Publikationen von Autoren der sog. „Berliner Schule“ ein interdisziplinärer politik-, wirtschafts- und sozialwissenschaftlicher Ansatz (Volkmar J. Hartje, Joseph Huber, Udo-Ernst Simonis, Volker von Prittwitz, Klaus W. Zimmermann). Mit den 1990er Jahren erfuhr das Konzept sozialwissenschaftlich eine entwicklungs-, modernisierungs- und innovationstheoretische Fundierung. Zu gleicher Zeit leisteten weitere Autoren Beiträge zur Sache, darunter Arthur H. Rosenfeld, Amory Lovins, Donald Huisingh, René Kemp, Hans Christoph Binswanger und Ernst Ulrich von Weizsäcker. In Europa und darüber hinaus wurde der Ansatz im Besonderen durch Beiträge von Maarten Hajer, Lennart J. Lundqvist, Arthur Mol, David Sonnenfeld, Gerd Spaargaren, Albert Weale u. a. verbreitet. Mit den 2000er Jahren hat der Ansatz generell Eingang in die internationale Fachliteratur gefunden, speziell auch in Japan und China (vgl. Mol/Sonnenfeld/Spaagaren 2009). In der Politik gehört ökologische Modernisierung heute zu den maßgeblichen Leitbildern. Bei unterschiedlichen Schwerpunktsetzungen im Einzelnen geht es stets um die ökologische Schlüsselrolle der technologischen Entwicklung und ihre ökonomischen, politisch-institutionellen und kulturellen Bedingungen und Steuerungsmöglichkeiten.
Der Ansatz entstand in Überwindung der früheren Debatte zu den Grenzen des Wachstums, bei der „grüne“ Wachstumskritiker und altindustrielle Wachstumsverteidiger einander blockierten. Auswege ergaben sich aus Ideen des organischen Wachstums (Lebenszyklustheorien) sowie des qualitativen Wachstums. Hinzu kam der Gedanke, dass die industrielle Entwicklung nicht nur für die jeweilige Entwicklungsstufe typische soziale und ökologische Probleme mit sich bringt, sondern sie zugleich auch Mittel und Möglichkeiten erschließt, diese Probleme im Zuge der weiteren Entwicklung erfolgreich zu bearbeiten. Soziale Evolution verläuft pfadabhängig. Man kann die Modernisierungs- und Industrialisierungsgeschichte weder rückgängig machen noch stoppen noch daraus aussteigen, aber man kann im Pfadverlauf verbleibende Freiheitsgrade für ökologische Neuanpassungen nutzen, und zwar mithilfe der Mittel der modernen Gesellschaft, im Besonderen Wissenschaft und Technik sowie Recht und Geld, auf der Grundlage erneuerter Kultur- und Politikinhalte, hier speziell Umweltbewusstsein, Umweltethik, Umweltpolitik und umweltorientierte Verhaltensweisen.
Ein Kerngedanke ökologischer Modernisierung ist die Aufstufung der Ressourcen- und Senken-Produktivität, das heißt die immer effizientere und naturverträglichere Nutzung von Rohstoffen, Energieträgern und Umweltmedien (Boden, Wasser, Luft). Dahinter stand die umweltökonomische Einsicht, dass Ökologie und Ökonomie keine Gegensätze zu sein brauchen. Wenn die Ökonomie die Prinzipien guter Haushaltsführung auch auf ökologische Aspekte anwendet, anders gesagt, wenn sie ökologische Aspekte in ihre Produktionsfunktionen und Kalkulationen einbezieht statt sie auszublenden (internalisieren statt externalisieren), dann bedeutet Ökologisierung nicht Behinderung weiteren Wachstums und Fortschritts, sondern wird zur Grundlage dafür. Dementsprechend liegt ökologische Modernisierung im aufgeklärten Eigeninteresse des Homo oeconomicus. Die Steigerung der Umweltproduktivität wird eine ebensolche Quelle von Gewinn wie bisher schon die Arbeits- und Kapitalproduktivität. Von daher ergab sich auch ein nahtloser Übergang zur Entwicklung von unternehmerischen Umweltmanagementsystemen.
Technologisch postulierte der Ansatz der ökologischen Modernisierung einen Vorrang von integriertem Umweltschutz gegenüber nachgeschalteten Maßnahmen. Nachgeschaltete Maßnahmen (auch als end-of-pipe, downstream, additiv bezeichnet) sind zum Beispiel Abluftreinigung, Abwasserklärung oder Müllverbrennung. Als integrierte Lösungen galten demgegenüber Maßnahmen des Recyclings und überhaupt der Effizienzsteigerung, insbesondere der Material- und Energieeffizienz, sowie vor allem Produkt- und Prozess-Innovationen.
Im Laufe der 1980er–90er Jahre wurden eine Reihe von technologischen Ansätzen entwickelt, die in je eigener Weise zur ökologischen Modernisierung der Wertschöpfungsketten beitragen: Recycling, Kreislaufwirtschaft, industrielle Verbundnutzung von Kuppelprodukten und Abfällen (industrial symbiosis); nachhaltiges Ressourcenmanagement; saubere Technologien (zum Beispiel Wasser-, Wind-, Solarenergie oder Wasserstoff statt fossiler Brennstoffe); Substitution von Schadstoffen (zum Beispiel Lösemitteln oder Schwermetallen); ressourcenschonende und umweltgerechte Produktgestaltung; Bionik (Produkte entwickeln nach dem Vorbild der Natur); fortgeschrittene nachgeschaltete Technologien.
Es gibt traditionell eine Spannung zwischen Naturschutz und technischem Umweltschutz. Ökologische Modernisierung ist kein konservatives Naturschutz-Programm, das einen bestimmten Naturzustand erhalten oder herbeiführen möchte. Die Natur kennt kein ideales Urbild, das als absoluter Referenzzustand dienen könnte. Es gibt nur Evolution, die sich erfolgreich fortsetzt oder dies nicht tut. Ökologische Modernisierung zielt auf eine dauerhaft tragfähige Ko-Evolution von Mensch und Natur, was eine aktive Umweltnutzung und somit auch Umweltgestaltung durch den Menschen mit einschließt.

## Engere und weitere Verständnisse
Man kann ein engeres, mittleres und umfassendes Verständnis von ökologischer Modernisierung unterscheiden. Alle drei sind gültig und miteinander vereinbar.
Der engere Begriff von ökologischer Modernisierung ist gleichsam ein ingenieurwissenschaftlicher und bedeutet, vorhandene Produktlinien, industrielle Anlagen und Infrastrukturen auf den neuesten Stand des Wissens und der Technik bringen, oder überhaupt neue Technologien einführen, die eine bessere Umweltperformance aufweisen als der vorherige Stand des Wissens und der Technik.
In einem Verständnis mittlerer Reichweite umfasst ökologische Modernisierung zusätzlich rechtliche und finanzielle Aspekte, also eine Novellierung von gesetzlichen Regelungen und eine Modernisierung von Institutionen und Berufen sowie real- und finanzwirtschaftlichen Gegebenheiten. Die Institutionen und Instrumente der staatlichen Umweltpolitik werden hier zusammen mit Finanzierungs- und Marktmechanismen als Steuerungshebel angesehen, durch die sich eine Ökologisierung von Landwirtschaft, Energie- und Grundstoffproduktion, Güterfabrikation, Dienstleistungen und Verbraucherverhalten herbeiführen lässt.
Ökologische Modernisierung in einem umfassenden Sinne bezieht sich darüber hinaus auf weitergehende sozial- und geisteswissenschaftliche Theoriekontexte. Dies beinhaltet kulturelle Aspekte wie den umweltorientierten Wandel der Wertebasis und Weltanschauung, der Einstellungen, der vom Entwicklungsniveau abhängigen Lebensweise und milieuspezifischer Lebensstile, sowie Prozesse der Umweltkommunikation und der politischen Meinungs- und Willensbildung. Hierbei kommt sozialen Bewegungen historisch wiederkehrend eine Schlüsselrolle zu, zuletzt den Neuen Sozialen Bewegungen, insbesondere der Umweltbewegung.
Zu den relevanten Theoriekontexten gehören die folgenden:
- die historisch-institutionelle Modernisierungstheorie, im Besonderen die Kultursoziologie nach Max Weber, in der Rationalisierung als generelles Entwicklungsparadigma der modernen Gesellschaft in allen ihren Teilbereichen fungiert, oder die Theorie der modernen Nationalstaatenbildung nach Rokkan, oder die Theorie pluraler Modernisierungsprozesse nach Eisenstadt. Hierher gehört darüber hinaus die Theorie der weitergehenden Modernisierung nach Zapf und Tyriakian. Auch der Begriff der reflexiven Modernisierung nach Beck und Giddens ist hier anschlussfähig, sofern man diesen i. S. einer kritisch-selbstbezüglichen Fortsetzung, nicht als Beendigung der Fortschrittsgeschichte interpretiert.

- die materialistische Modernisierungstheorie nach Karl Marx, welche die Entwicklung der Produktivkräfte und der damit verbundenen Produktionsverhältnisse ins Blickfeld rückt, in Verbindung damit auch die Weltsystemtheorie nach Wallerstein.

- die ökonomische Modernisierungs- und Innovationstheorie ausgehend von Kondratieff und Schumpeter.

Obschon die engeren und weiteren Begriffe von ökologischer Modernisierung einander nicht ausschließen, zeigen sich hier gelegentlich gewisse Verständnisbarrieren. So verkennen Naturwissenschaftler und Ingenieure typischerweise die Komplexität gesellschaftlicher Kausalitäten, die schließlich zu Umweltwirkungen bzw. zu einer Änderung des Umwelthandelns führen. Umgekehrt mangelt es Sozial- und Geisteswissenschaftlern nicht selten an Wissen und Verständnis bezüglich der ökologischen Schlüsselfunktion der Technik und der industriellen Wertschöpfungsketten.
Umweltprobleme sind nach Ansicht von Autoren der ökologischen Modernisierung Störungen des geo- und biosphärischen Stoffwechsels zwischen Mensch und Natur. Effektiv bewerkstelligt wird der Stoffwechsel durch materielles Tätigsein des Menschen, durch stoffliche Produktion und Konsumtion, durch Arbeit, die in der modernen Gesellschaft hochgradig technologisch überformte und potenzierte Arbeit ist. Der zentrale Stellenwert der Technologie im Ansatz der ökologischen Modernisierung entspringt von daher nicht einer technokratischen oder technomanischen Haltung, sondern dem Faktum der Sache selbst.

## Anknüpfende Konzepte

### Gesellschaftlicher Metabolismus
Zu einer wichtigen analytischen Grundlage für Prozesse der ökologischen Modernisierung wurde mit den 1990er Jahren das Modell des industriellen Metabolismus nach Robert U. Ayres bzw. des gesellschaftlichen Metabolismus nach Marina Fischer-Kowalski. Damit verbinden sich wiederum die Forschungsrichtungen der Ökobilanzen (life cycle assessment) und der Material- und Energieflussanalysen.
Man kann auch diesen Forschungsstrang auf Karl Marx zurückführen, der seinerseits bei William Petty anknüpfte: Die Erde ist die Mutter, die Arbeit der Vater der gesellschaftlichen Produktion, unauflöslich miteinander verbunden in der Notwendigkeit des Stoffwechsels zwischen Mensch und Natur. Hieran knüpften in jüngerer Zeit die Sozialanthropologie der Cultural Ecology sowie des Cultural Materialism nach Marvin Harris an: Das Entwicklungsniveau von Kulturen bestimmt sich nach dem Entwicklungsstand ihrer Produktivkräfte (Technologien, Kommunikations- und Organisationsformen). Dies gilt für primitive ebenso wie für traditionale und moderne Gesellschaften. Diejenigen mit der jeweils höheren Produktivität sind die überlegenen, die auf Dauer ggf. vorhandene Wettbewerber-Populationen überleben, weil ihre Produktivkräfte eine bessere Nutzung von Ressourcen und Senken erlauben, was die ökologische Tragekapazität ihres Lebensraums erhöht. Kulturen, die die ökologische Tragekapazität ihrer Umwelt unterminieren, gehen unter.

### Nachhaltige Entwicklung und Umweltinnovationen
Nach Vorläufern im Bereich der Forstwissenschaft des 18. Jahrhunderts wurde das Konzept der nachhaltigen Entwicklung ab 1987 (Brundtland-Bericht) und mit den Beschlüssen der Konferenz der Vereinten Nationen über Umwelt und Entwicklung („Rio-Umweltgipfel“) 1992 ein globales Leitbild einer globalen, umwelt- wie sozialverträglichen Entwicklung. Nachhaltige Entwicklung wird normativ anhand eines „magischen Zieldreiecks“ definiert: weitere industrielle Entwicklung soll zusammen mit ihrer Umwelt- sowie Sozialverträglichkeit erreicht werden, und zwar auf Dauer, sodass künftige Generationen nicht schlechter gestellt sein sollen als die jetzt lebenden.
Vergleicht man die Ansätze der nachhaltigen Entwicklung und der ökologischen Modernisierung miteinander, so zeigt sich eine gewisse Überlappung. Insoweit handelt es sich um zwei miteinander verflochtene Diskursstränge. Über einzelne europäische Mitglieder der Rio-vorbereitenden Brundtland-Kommission sind Kernaspekte ökologischer Modernisierung in das Konzept der nachhaltigen Entwicklung mit eingeflossen. Einen ebenfalls starken Einfluss übte die Richtung der Ecological Economics aus. Man könnte sagen, ökologische Modernisierung ist eine Strategie, wahrscheinlich die hauptsächliche Strategie, um die ökologischen Ziele einer nachhaltigen Entwicklung zu erreichen.
Seit Rio entspann sich eine Diskussion darüber, ob ökologische Nachhaltigkeit eher durch Suffizienz oder durch Effizienz zu erreichen sei. Suffizienz bedeutet hierbei eine Strategie der Genügsamkeit, des freiwilligen Konsumverzichts oder der gesetzlich verordneten Kontingentierung von Ressourcenverbrauch und Umweltbelastung. Eine solche Perspektive wurde vor allem von Nichtregierungsorganisationen eingenommen. Demgegenüber stellte die Strategie der technologischen Effizienzsteigerung den Anknüpfungspunkt für die Industrie- und Finanzwelt dar.
Beiden Ansätzen steht jedoch entgegen, dass sie in bestimmter Hinsicht zu kurz greifen. Die Ideale einer genügsamen Lebensweise (Suffizienz) finden zwar unter Bildungsbürgern eine gewisse rhetorische Zustimmung. Jedoch sind sie kulturell und politisch in der breiten Mehrheit der Bevölkerung nicht anschlussfähig, schon gar nicht in Schwellen- und Entwicklungsländern. Zudem bedeutet eine bloß quantitative Minderung von Umweltbelastungen zwar eine vorläufige Verschiebung gegebener Grenzen des Wachstums, nicht aber eine strukturelle Aufstufung der ökologischen Tragekapazität.
Dies gilt in gleicher Weise auch für eine Strategie der Effizienzsteigerung, die darauf abzielt, den Ressourcen- und Senkeninput zu verringern. Zudem kann Effizienzsteigerung Fortschritt am falschen Objekt bedeuten. Wenn zum Beispiel Verbrennungstechniken mit fossilen Brennstoffen per se ökologisch auf Dauer unhaltbar sind, macht es nur bedingt Sinn, effizienter zu verbrennen (Beispiel 3-Liter-Auto). Vielmehr kommt es darauf an, neue Antriebssysteme für Fahrzeuge einzuführen (zum Beispiel Elektromotoren, die durch Brennstoffzellen oder sauberen Strom aus der Steckdose gespeist werden).
Vor allem verkannten die Verfechter einer Effizienzstrategie die eigentliche Funktion der Effizienzsteigerung im Zuge des Durchlaufens von Lernkurven: Effizienzsteigerung ist ein Entwicklungsmechanismus im Lebenszyklus von Systemen zur Stabilisierung und Fortsetzung ihres Wachstums bis zum lebenszyklisch-pfadabhängigen Erreichen eines Erhaltungszustands. Daraus ergibt sich ein Rebound-Effekt, das heißt, verringerter Inputbedarf wird nicht in weniger Output umgesetzt, sondern aus einer gleichen Menge Input wird mehr Output erzeugt (bspw. Autos mit größeren Motoren, die mehr Kilometer fahren, also den Aktionsradius erweitern und in mehr Verkehr resultieren).
Es war von daher erforderlich, im Nachhaltigkeitsdiskurs viel ausdrücklicher als bis dahin eine Strategie grundlegender Innovationen zur Geltung zu bringen, sogenannte strukturelle oder systemische Innovationen, nach Schumpeter auch Basisinnovation (Technologie) oder engl. radical innovation genannt. Diese zielen weniger darauf ab, alte Systeme inkrementell weiterzuentwickeln (inkrementelles Vorgehensmodell), sondern vor allem neue, ökologisch besser angepasste Systeme an die Stelle von alten zu setzen. Eine solche Innovationsstrategie besitzt im Ansatz der ökologischen Modernisierung von Beginn an einen vorrangigen Stellenwert. Somit war die Strategie der bloßen Steigerung von Effizienz gegen Mitte der 1990er zu ergänzen um die Strategie einer Verbesserung der ökologischen Konsistenz, auch bezeichnet als metabolische Konsistenz oder engl. Eco-Effectiveness, durch technologische Umweltinnovationen, welche die Qualität des industriellen Metabolismus so verändern, dass er auch in großen Volumina nachhaltig erstellbar bleibt (Huber 2004, Braungart/McDonough 2002).
Dieser Impuls floss in den zurückliegenden Jahren ein in den neuen Forschungs- und Diskursstrang der Umweltinnovationen. So gesehen wird der ökologische Modernisierungsdiskurs heute vor allem als Umweltinnovationsdiskurs weitergeführt (Klemmer/Lehr/Löbbe 1999, Weber/Hemmelskamp 2005, Olsthoorn/Wieczorek 2006).

### Industrielle Ökologie
Die Richtung der Industrial Ecology formierte sich in den USA Anfang der 1990er Jahre (vgl. Socolow 1994). Auch hier handelt es sich um einen analytischen Untersuchungsansatz ebenso wie einen strategischen Gestaltungsansatz, mit dem Ziel, das Verhältnis von Natur und Gesellschaft mittels technologisch-industrieller Innovationen und Reorganisationen auf eine dauerhaft tragfähige Grundlage zu stellen. Von daher geht es der industriellen Ökologie um etwas gleiches wie der ökologischen Modernisierung. Es handelt sich in der Tat eher um zwei verschiedene Bezeichnungen als um zwei verschiedene Paradigmen. Gleichwohl lassen sich charakteristische Unterschiede ausmachen:
Der Ansatz der ökologischen Modernisierung entwickelte sich in Europa ausgehend vom deutschsprachigen Raum und den Niederlanden. Die Richtung der industriellen Ökologie ist in den USA beheimatet. Der zweite Unterschied besteht darin, dass sich in Amerika vor allem Ingenieure und Ökonomen zu dieser Forschungsrichtung zusammenfanden, während in Europa über diesen Personenkreis hinaus auch Politologen, Soziologen, Historiker, Philosophen, Pädagogen und Psychologen eine nicht unerhebliche Rolle spielten. Daraus ergibt sich ein dritter Unterschied betreffend einem engeren oder weiteren Verständnis des Gegenstands. Die amerikanische Industrial Ecology ist von einem engeren wirtschafts- und ingenieurwissenschaftlichen Verständnis ihres Gegenstands geprägt. So liegt bis heute ein Schwergewicht der einschlägigen Forschungen und Publikationen auf Themen wie Recycling/Kreislaufwirtschaft/Verbundproduktion sowie auf Ökobilanzen (Produktlebenszyklus) und einer ökologischen Betrachtung von Wertschöpfungsketten (value chain, chain management). In der europäischen Forschung und Diskussion zu ökologischer Modernisierung und Umweltinnovationen sind diese Dinge in gleicher Weise von Bedeutung, aber darüber hinaus finden weiterhin auch politisch-institutionelle, soziale und kulturelle Aspekte starke Beachtung.